# Тур Страны Басков (женский)
Тур Страны Басков (исп. Itzulia Women) — шоссейная многодневная велогонка, проходящая по территории Испании с 2021 года.

## История
С 2019 года в конце июля проводилась женская однодневка Классика Сан-Себастьяна. 
Примерно в 2020 году появилась информации о создании с 2021 года новой многодневки Тур де Франс Фамм, женской версии Тур де Франс, которая должна будет проходить в то же время что и Классика Сан-Себастьяна. После этого организация OCETA, которой организует мужские Тур Страны Басков и Классика Сан-Себастьяна начала работать над созданием женского Тура Страны Басков чтобы заменить им женскую Классику Сан-Себастьяна.  В ходе переговоров с UCI новую гонку было решено проводить в мае и сразу включить её в календарь Женского мирового тура UCI.
В конце марта 2021 года в том числе и из-за продолжавшейся пандемии COVID-19 стало известно, что Тур де Франс Фамм в этом году проводиться не будет. В результат этого OCETA была вынуждена отменить первое издание Тура Страны Басков и провести вместо этого в рамках Женского мирового тура UCI в конце июля Классику Сан-Себастьяна .
В середине мая 2022 года состоялось дебютное издание гонки состоявшее из трёх этапов. Его первой победительницей, одержав победы на всех этапах, стала нидерландка Деми Воллеринг.
Президент Euskadi Cycling Organizations Хулиан Эрасо подвергся критике со стороны организатора и местных политиков за сексизм после того, как он заявил, что «нас почти заставили организовать [гонку]; это вопрос моды».
Маршрут гонки проходит в автономном сообществе Страна Басков.
Название гонки из двух слов написанных на разных языках и переводится как Женский Тур (от Itzulia с баск. — «Тур» и Women с англ. — «Женщины»). 

## Призёры
| Год  | Победитель     | Второй            | Третий            |
| ---- | -------------- | ----------------- | ----------------- |
| 2022 | Деми Воллеринг | Паулина Ройяккерс | Кристен Фолкнер   |
| 2023 | Марлен Рёссер  | Деми Воллеринг    | Катажина Невядома |
| 2024 | Деми Воллеринг | Миша Бредеволд    | Жюльетт Лабу      |
| 2025 |                |                   |                   |